# Brzezie (Pomorsko)
Pour les articles homonymes, voir Brzezie.
Brzezie (prononciation : [ˈbʐɛʑɛ]) est un village polonais de la gmina de Sulechów dans le powiat de Zielona Góra de la voïvodie de Lubusz dans l'ouest de la Pologne.
Il est parfois appelé Brzezie koło Pomorska ("Brzezie près de Pomorsko") pour le distinguer par rapport à l'autre Brzezie du district, Brzezie koło Sulechowa ("Brzezie près de Sulechów").

## Histoire
Après la Seconde Guerre mondiale, avec les conséquences de la Conférence de Potsdam et la mise en œuvre de la ligne Oder-Neisse, le village est intégré à la République populaire de Pologne. La population d'origine allemande est expulsée et remplacée par des polonais.
De 1975 à 1998, le village appartenait administrativement à la voïvodie de Zielona Góra.

Depuis 1999, il appartient administrativement à la voïvodie de Lubusz.